# جمنان
جمنان روستایی است که در تاریخ به نام‌های جمنو و چمنو شناخته شده، در منطقه‌ای واقع است که سابقه طولانی فرهنگی و تاریخی دارد. این روستا در نزدیکی شهر قائم‌شهر و در مجاورت تپه باستانی گردکوه قرار دارد؛ تپه‌ای با آثار مربوط به دوره عصر آهن و دوره‌های تاریخی دیگر که نشان‌دهنده اهمیت نظامی و سکونتی منطقه در گذشته است. تاریخ این مناطق به‌گونه‌ای است که سکونت پیوسته از دوران عصر آهن تا دوره تیموری در آن ثبت شده است. جمنان و مناطق اطراف آن به عنوان بخشی از تاریخ کهن مازندران محسوب می‌شوند.